# Gomezserracín
Gomezserracín település Spanyolországban, Segovia tartományban. Gomezserracín Cuéllar, Sanchonuño és Pinarejos községekkel határos. Lakosainak száma 625 fő (2024).

## Népesség
A település népessége az elmúlt években az alábbi módon változott:
| Lakosok száma | 669  | 726  | 720  | 720  | 721  | 666  | 699  | 683  | 657  | 625  |
|               | 2001 | 2004 | 2007 | 2009 | 2012 | 2014 | 2017 | 2019 | 2022 | 2024 |